# Feneș, Alba
Feneș este un sat ce aparține orașului Zlatna din județul Alba, Transilvania, România.
Satul Feneș este situat la 30 km de Alba Iulia. Codul poștal al satului este 516106. 

## Lăcașuri de cult

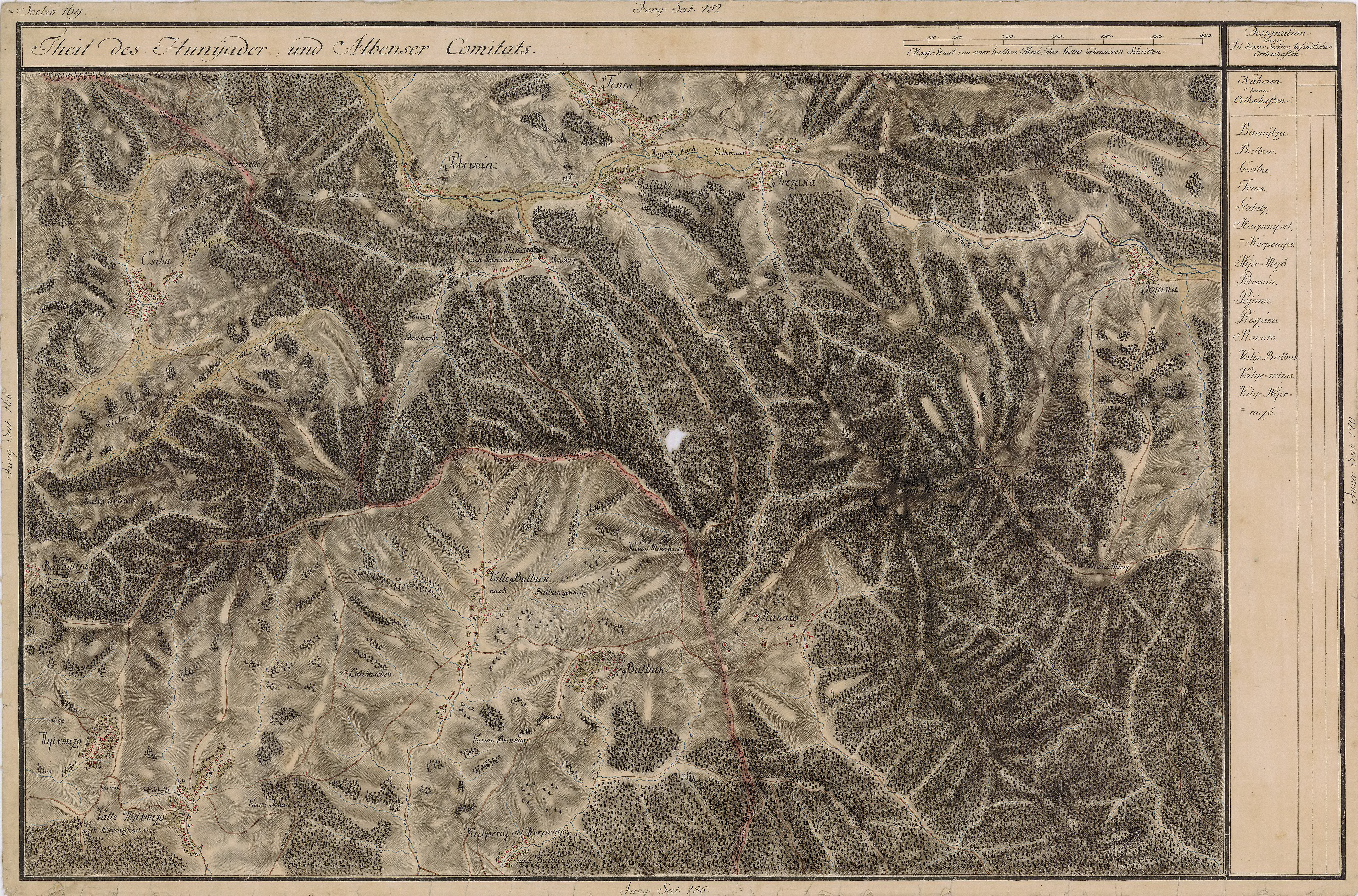
Feneș în Harta Iosefină a Transilvaniei, 1769-1773

- Biserica „Nașterea Maicii Domnului”, din 1754. Aflată la cca.1,3 km de la șoseaua Alba-Iulia-Zlatna,în partea de mijloc a satului,pe malul stâng al pârâului Bârnaia,pe o terasă a Văii Feneșului,ctitorită în anul 1754, declarată monument istoric (Breviar, Alba-Iulia, 1993, cod.01B126, sat Feneș,oraș Zlatna,Biserica "veche" Nașterea Maicii Domnului, 1754), biserica s-a zidit în locul unei alte bisericuțe de lemn,de dimensiuni mult mai reduse. Din știrile orale obținute de la bătrânii satului, deducem că actuala biserică și-a înălțat zidurile cuprinzând vechea bisericuță, în ea desfășurându-se serviciul divin până la acoperirea ei. Bisericuța nu mai cuprindea numărul mare de credincioși, dar cu toate astea nu a fost demolată în întregime până nu a fost zidită actuala biserică. Din lemnăria vechii bisericuțe s-a ridicat o clopotniță pentru cea nou zidită. Biserica,a cărei construcție a început,credem,în jurul anului 1750,a fost terminată în 1754 și sfințită în ziua de 8 septembrie,ziua "Nașterii Maicii Domnului",este zidită din piatră brută, cărămidă și mortar de var,materiale procurate pe plan local de către credincioși,sub îndrumarea permanentă a preoților amintiți mai jos. Acoperișul și turnul fiind de lemn,iar învelitorile inițiale din șindrilă.La înălțarea ei, după cum relatează mulți bătrâni ai satului și-au adus contribuția meșteri pietrari și lemnari din sat, iar mâna necalificată a fost asigurată de credincioși, mobilizați de preoți și epitropi. Lungimea bisericii,de la ușa de intrare în tindă și până la peretele de răsărit a Sfântului Altar este de 22m,iar lățimea, în partea de mijloc,este de 8,50m, având forma unei nave. Altarul a fost adus se pare din ruinele fostului Ampelum(orașul Zlatna de azi) și este descris astfel:
  - Altar funerar, gresie, lățimea 60, adâncimea 55 și înălțimea 84 cm(până sub nivelul pardoselii), în biserica de la Feneș,unde se află fixat în absida construcției,servind ca picior de pristol.Monumentul a fost adus aici din ruinele orașului Ampelum,din hotarul localității Patrângeni și pus cu capul în jos, în așa fel ca mai mult de jumătate a primului rând din câmpul de inscripții a ajuns sub nivelul pardoselii actuale a bisericii.Altarul a fost deteriorat la suprafață,probabil încă din antichitate,apoi acoperit de mai multe straturi de tencuială,ceea ce îngreunează lectura și după curățarea lui;literele e5,5 si 6 cm;

10.   D(is)    M(anibus)
C E N (?)             S
Aug_ _ _ _ _ _ _ _ _ _
P.Anto(?)_ _ _ _ _ _ _
_ _ _ _ _ _ _ _ __Bar-
(5)adus Aug(usti) li
bertus pat-
ri benem-
renti posu-
it"
Traducerea :"Zeilor Manes,Cen(sau Cel?)_ _ _ _ _ _ Aug(_ _ _ _ _ )P.Anto_ _ _ _ _ (?) Bar   (5) adus, libert al împăratului, tatălui care a binemeritat a pus monumentul."
Cât privește numărul enoriașilor, îl putem afla dintr-o statistică din 1766(Conscriptia Eparhii Legii Grecești Neunite în Ardeal la anul 1766-K.Hitchins si I.Beju,Statistica românilor ortodocși din Transilvania din anul 1776, în "Mitropolia Ardealului an XXII,nr.7-9,1977,pag.505-551)unde găsim numărul creștinilor ortodocși, în Protopopiatul Bălgradului,pentru fiecare localitate.Astfel,localitatea Feneș apare cu un număr de 370 suflete de creștini ortodocși,din care "180 parte bărbătească și 190 parte femeiască"(N.Josan și colaboratorii,op.cit.,pag.96).De aici tragem concluzia că, dacă biserica s-a construit cu circa 12 ani în urmă,respectiv în anul 1754, numărul enoriașilor se apropia sau chiar depășea cifra de 350 suflete.Deci era normal ca vechea bisericuță din lemn să devină neîncăpătoare.
De asemenea, în "Conscripția pentru preoții neuniți din Magna Pricipatu Transylvania existentium pro anno 1767" după K.Hitchins și I.Beju,op.cit.,1767, întâlnim numele preotului neunit din Feneș,Petru Balșa (Bălșan?), ca fiind născut in Feneș(locus ubi natus est),precum și locul unde de fapt lucrează(locus ubi pro fungente parocho confirmatus est).
Aceeași situație o întâlnim și pentru al doilea preot neunit din Feneș,Petrus Fenechiu(Fenesiu),la fel născut în Feneș și funcționând tot în această localitate(N.Josan și colaboratorii,op.cit.,pag.104).Considerăm și credem cu certitudine,că de numele acestor doi preoți poate fi legată construcția bisericii-monument din anul 1754.
Până la sfârșitul secolului al XIX-lea,nu dispunem de date care să ne confirme existența unor preoți slujitori,care fără îndoială că au existat,dar documentele ne lipsesc.
O statistică din anul 1805, făcută de Episcopia ortodoxă a Transilvaniei ne vorbește de existența în Feneș a doi preoți parohi ortodocși:în anul 1797,numindu-i pe Thoma Laslo(Toma Laslău) și Simeon Popovits(Simion Popovici),români,dar după nume maghiarizați(N.Josan și colaboratorii,op.cit.pag.115).
La mijlocul secolului al XIX-lea,respectiv în anul 1857,statisticile vremii ne dau numărul credincioșilor ortodocși care se cifra la 882,din totalul de 1075 locuitori, diferența de 193 fiind greco-catolici,dar nu ne sunt date numele preoților parohi.Din știrile nescrise ajunse prin viu grai pana la noi, în cea de a doua jumătate a secolului al XIX-lea,ne sunt amintiți preoți din familiile Toma și Laslău,ultimul Moise Laslău(1860-1900?) îndeplinind și funcția de învățător și director al Școlii primare confesionale din Feneș.
Începând cu anul 1900(?) a servit ca preot paroh și totodată ca învățător-director, până în anul 1919,marele patriot român din Feneș,Iosif Magda,pe care documentele îl amintesc până în anul 1933.Sub acest paroh, în anul 1922,biserica cu hramul "Nașterea Maicii Domnului"a fost înzestrată cu 3 clopote "în terța minora",pentru chemarea credincioșilor la rugăciune și pentru alungarea fenomenelor atmosferice periculoase(furtuni,gheață,etc.),prin contribuția enoriașilor ortodocși din localitate.
Clopotul mare,pe care este următoarea inscripție: VOCO,MORTUS PLANGO,FULGURA FLANGRO;BISERICII ORTODOXE DIN FENES,DONAT DE POPORUL CREDINCIOS LA 1922.SCHIEB-SIBIU(Vii îi strâng, morții îi plâng,fulgerele le înfrâng)
Clopotul mijlociu are inscripționat: LAUDATI PE DOMNUL.BISERICII ORTODOXE DIN FENES.DONAT IN 1922 DE CREDICIOSII:VASILE FILIP CU SOTIA AURORA,ASINEFTA TODORESCU CU SOTUL EI RAPOSAT PETRU,GHEORGHE ARON SI SOTIA MARINA.SCHIEB-SIBIU.
Clopotul mic,donat chiar de preotul paroh,are următoarea inscripție :VENITI LA RUGACIUNE.BISERICI ORTODOXE DIN FENES.DONAT DE PATOH IOSIF MAGDA SI EPITROPUL NICOLAE ROMOSAN CU SOTIA ANA LA 1922.SCHIB-SIBIU.
Vrednicul de pomenire,preotul paroh și-a construit lăcașul de veci în cimitirul bisericii,un adevărat monument funerar,dar din păcate,nu se odihnește la Feneș,ci la Sibiu,acolo unde s-a mutat după pensionare și unde a trecut în neființă.
La biserica din sat au mai slujit apoi 3 preoți:
1933-1968-preot paroh Andrei Miclea;
1968-1971-preot paroh Vasile Zamora;
1971-1978-preot paroh Andrei Miclea(pensionat);
1978-Eugen Teodorescu.
Biserica cu hramul "Adormirea Maicii Domnului" -1825
- -     - Bibliografie:De la Ampelum la Zlatna(prof.Traian Domșa,2003,pag.209-215)

## Obiective turistice
- Rezervația naturală Cheile Caprei (15 ha) - Numele corect al rezervației este de fapt acela de Cheile Feneșului, dupa numele pârâului care o străbate. Numele de Cheile Caprei a apărut ulterior, denumire improprie, dupa numele celor două coloane stâncoase numite Pietrele Caprei, situate chiar la intrarea în rezervație cu înălțimi de circa 67 de metri. 
Peisajul care se deschide imediat după intrare este unul spectaculos și impunător: o cheie sălbatică cu pereți abrupți, adâncita cu peste 600 metri în platourile vălurite care nivelează munții învecinați, cu o lungime de 1.200 metri. Se remarcă pereții stâncoși cu micorelief rezidual acoperit  majoritar de pădure care sunt străbătuți de văi torențiale. Se pot întalni de asemenea plante rare care preferă stâncile calcaroase.  
Din punct de vedere administrativ Rezervația Cheile Feneșului (Caprei) aparține orașului Zlatna, satul Feneș și face parte din traseul de sud al Munților Trascău. Locația este de asemenea inclusă în situl de importanță comunitară Munții Trascău. Cheile au fost sculptate de pârâul Feneș, afluent pe stânga al Ampoiului în calcarele caracteristice acestei unități montane. În masivele Dâmbău și Corabia care delimitează aceste chei se găsesc șapte peșteri.
- Rezervația naturală Piatra Bulbuci (3 ha) -Rezervația naturală Piatra Bulbuci a fost înființată în anul 1995 și corespunde celei de-a patra categorii a Uniunii Internaționale pentru Conservarea Naturii. Aparține de orașul Zlatna, fiind situată în satul Feneș.
- Poiana Narciselor(Negrileasa)
- Casa memoriala "Sava Albescu"

## •deCheile Feneșului (inclusiv harta)
• Școala Gimnazială “Sava Albescu” Feneș, strada Principală nr 78